# The Legend of Zelda: Oracle of Ages
Oracle of Ages, i Japan kendt som Zelda no Densetsu Fushigi no Ki no Mi Jikū no Shō (ゼルダの伝説 ふしぎの木の実 時空の章 Zeruda no Densetsu Fushigi no Ki no Mi Jikū no Shō, lit. "The Legend of Zelda: Nut of the Mysterious Tree: Chapter of Time and Space"), er spil nummer syv/otte i The Legend of Zelda spil serien. Spillet udkom i 2001 til Game Boy Color.
I forhold til Oracle of Seasons, som er et actionorienteret spil, så er Oracle of Ages et mere gådebaseret eventyr.

## Ekstern henvisning
- The Legend of Zelda: Oracle of Ages